# Parafomoria tingitella
Parafomoria tingitella is een vlinder uit de familie dwergmineermotten (Nepticulidae). De wetenschappelijke naam is voor het eerst geldig gepubliceerd in 1904 door Walsingham.
De soort komt voor in Europa.